# Cora Fisch

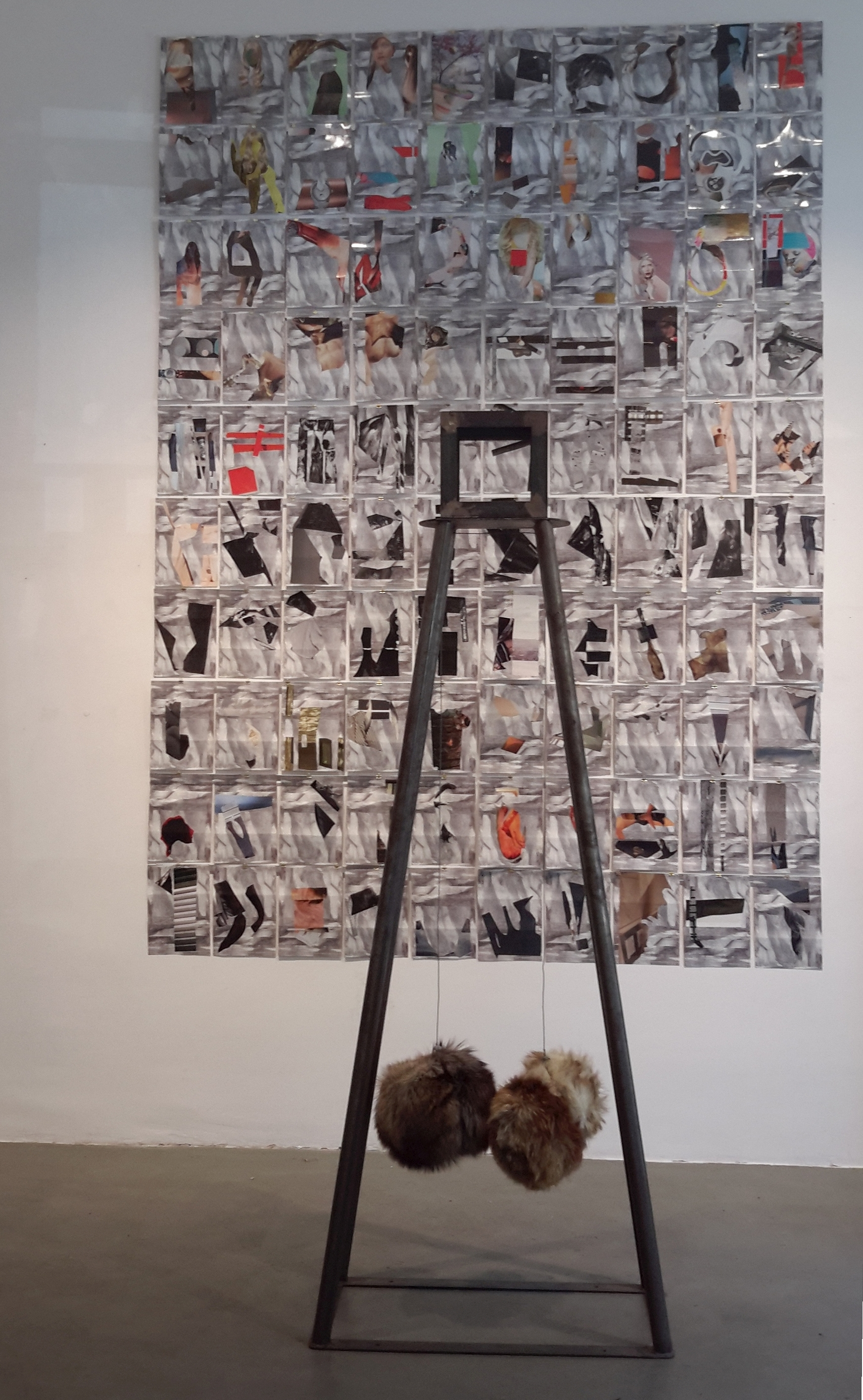
Cora Fisch: Die Quadratur des Pelzes

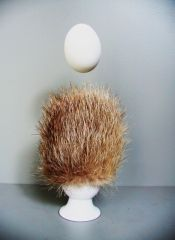
Cora Fisch: Das Ei im Pelz – Hommage à Meret Oppenheim

Cora Fisch (* 1952 in Düsseldorf) ist eine Künstlerin, die vor allem Kunstwerke aus abgelegter Pelzbekleidung schafft. Sie lebte und arbeitete bis 2018 in Berlin, heute in Katzow.

## Biographie
Die in Düsseldorf geborene Künstlerin, die sich Cora Fisch nennt, lebte von 1972 bis 2018 überwiegend in Berlin, seitdem in Katzow. Seit dem Jahr 1986 stellt sie im In- und Ausland Malereien, Materialbilder und Installationen aus, häufig im öffentlichen Raum. Im Jahr 1995 begann sie, sich mit dem Material Pelz und dem abgelegten Pelzmantel als „künstlerische Herausforderung und Ausdrucksmittel“ zu beschäftigen. Im Jahr darauf entstand das „Kunstkonzept ‚Wärmereserven erwärmen WerteWandel‘, der auf seine ‚Ursprünge‘ reduzierte Pelzmantel transportiert eine lebendige Ästhetik zu Werteschöpfung und Lebensqualität“.
Auf ihrer Homepage heißt es, sie „entwickelte den Begriff der ‚Transarchaischen Kunst‘: Die archaischen Phänomene kollektiver Urbilder werden in magische Kraftmomente – unter Antizipation einer universalen Energie – mythisch, ontologisch in die Form gebracht“.
Im Jahr 1989 erhielt sie ein Türkeistipendium des Berliner Kultursenators, anschließend 1990 einen vom Berliner Senat geförderten Studienaufenthalt in der Türkei.
Für den Wettbewerb „(Kunst im Untergrund) Kunst statt Werbung 1997: privat“ mit Unterstützung der Berliner Senatsverwaltung für Wissenschaft, Forschung und Kultur hatten sich 906 Berliner Künstler aus 33 Ländern kommend beworben. Cora Fisch gehörte zu den dreißig ausgewählten Künstlern, die im U-Bahnhof Alexanderplatz, Linie 2 ausgestellt wurden (23. Januar 1997 bis 28. Februar 1998).
Ein Journalist der Berliner Zeitung sah im Herbst 1999 in der Berliner Invalidenstraße, nahe dem Lehrter Bahnhof, ihre drei Plakatwände aus Pelz, bezeichnet „Wärmereserven im Wertewandel“. Unweit davon fand er die auf einem Betonsockel sitzende Cora Fisch, die dabei war, einen Pelzmantel zu zertrennen. Auf sein Befragen erzählte sie über ihr Verhältnis zu dem inzwischen umstrittenen Material Pelz: „Ich stehe ja auf keiner Seite. Ich will nichts kritisieren, und ich arbeite auch nicht für die Pelzindustrie. Ich stelle das Material nur aus. Mich interessiert das Archaische. Die Bahn wirbt mit Tieren, aber mir haben sie verboten, dass ich im Bahnhof die Pelze auftrenne. Das würde nicht ihrem Kunstkonzept entsprechen. Aber die Leute sind begeistert und rufen mich an. Die Wände hängen seit einer Woche und es ist doch interessant, dass da noch niemand Graffiti darüber gesprayt hat. Eine Frau hat sogar ihre Stirn am Pelz gerieben, als wollte sie dahinter verschwinden. […] Nur in Mecklenburg-Vorpommern war es anders. Da waren die Leute schockiert von den Wänden. Im Osten ist ein Pelz noch ein richtiger Wert. Wahrscheinlich weil der Osten dichter an Russland liegt.“
Zu ihrer Ausstellung WerteWandel im Jahr 2003 hieß es unter der Überschrift „Pelzkunst“: „In dem umstrittenen Pelzmantel sieht Cora Fisch ein Symbol erweiterter Wahrnehmung und der damit verbundenen Wandlung unserer Werte. In ihrem künstlerischen Prozess spürt sie die Geschichte und Geschichten um Mensch, Kreatur und Wert auf. Die starke Emotion und Sinnlichkeit, die mit Pelz verbunden ist, eröffnet einen weitgehend unerforschten ethischen Raum.“ - „Cora Fisch nennt ihre Pelzbilder, Pelzskulpturen und Pelzprodukte WerteWandel|WärmeObjekte kurz WWWG. Die Kunstwerke dürfen berührt werden und berühren ihrerseits“.

## Werk
Im Jahr 2010 brachte sie etwa sechzig „völlig marode, vermottete und verlassene Pelzmäntel“ zum 17. Internationalen Bildhauerworkshop auf dem Skulpturenpark Katzow in Mecklenburg-Vorpommern („Katzowertewandelt“), trennte sie dort auf und befreite sie „von allem Menschlichen“ (Futter, Knöpfe und Taschen) und bespannte damit ein 4,60 Meter hohes Holzskelett, gepolstert und mit Maschendraht gesichert. Nach zwei Jahren wurde das Werk von der Künstlerin endgültig dem Verrotten überlassen.
In einer Kunstaktion wurde am Peene-Ufer im Hafen von Demmin 2014 eine Bodenskulptur („ResonanzFELLd“) zum „blühenden Angedenken“ der Massenselbsttötungen in Demmin nach Kriegsende 1945 geschaffen. Auf einer vierzig Quadratmeter großen Fläche wurden in der Form einer Welle etwa 5000 Tulpenzwiebeln zusammen mit je einem Fellstückchen eingepflanzt.

### Weitere Einzelausstellungen und Aktionen (Auswahl)
- 1985: Der entfesselte Apfel, Galerie Vollart, Berlin
- 1986: Gesellschaftstänze, Berlin, Galerie der Grundkreditbank, BMW Pavillon
- 1993: Feindbild, Performance Rote Villa, Berlin-Friedrichshain
- 1995: Persianer rasiert, „eine fiktive rituelle Behausung, gefertigt aus Persianermänteln der Berliner Trümmerfrauen“, Berlin, Heimatmuseum Neukölln, anlässlich der Ausstellung Inventur[5]
- 2002–2003: KunstWohnen im WerteWandel, Berlin, Bleibtreustraße
- 2003: WerteWandelWärmeObjekte, IHK Neubrandenburg[6]
- 2003: Pelzstromland. Fühlen was ist. Reservoir VII, Großer Wasserspeicher Berlin, Prenzlauer Berg, Ueberfluss
- 2005: Berliner Dom am Lustgarten / Mensch-Kreatur, Vier Kunstandachten mit WerteWandelWärmeObjekten, Kunstdienst der evangelischen Kirche
- 2006: „Das Ei im Pelz“ / Hommage à Meret Oppenheim, OsterInstallation und Edition im Museumsshop der Guggenheim Foundation
- 2009: Der verrückte Pelz – Hausverbot, Kunstscheune Skulpturenpark Katzow
- 2012: Fell im Feld, Kunsthalle Wrodow
- 2015: ResonanzFELLd, Pelzkunstaktion, Demmin
- 2015: WILD, Kunstscheune Skulpturenpark Katzow[1]
- 2018: Die Quadratur des Pelzes, Skulptur-Installation, Galerie Z22 (White Cube), Berlin

In der Zeit von 1987 bis 2007 beteiligte sie sich, zusätzlich zu ihren Einzelausstellungen, an über 20 Gemeinschaftsausstellungen.